# 加藤唯史
加藤唯史（日语：加藤 唯史、本名：加藤 正，1949年2月17日—2017年10月15日）、日本漫畫家。北海道函館市出身。

代表作是《怪廚博士》（ザ・シェフ）系列。

## 作品
- ，於週刊少年Jump連載，集英社 1976年
- （原作：高山紀芳），於週刊少年Jump連載，集英社 1977年
- （原作：光瀨龍），於週刊少年Champion連載，秋田書店 1978年
-  双葉社
- （原作：勝鹿北星）小学館 1984年
- （原作：矢島正雄）集英社 2000年
- 《怪廚博士》系列
  1. 《怪廚博士》：全41冊（大然文化中文版30冊腰斬）（原作：劍名舞），於週刊漫畫娛樂（漫画ゴラク）連載，日本文芸社 1985年
  2. 《怪廚博士〜新章〜》（ザ・シェフ〜新章〜）：全20冊（原案：劍名舞），於別冊漫畫娛樂（別冊漫画ゴラク）連載，日本文芸社 2004年
  3. 《怪廚博士完結篇》（⧼日語⧽）：全1冊（原案：劍名舞）於別冊漫畫娛樂連載，日本文芸社 2012年
- 《風流開鎖王》（KACHIRI）》 ：日本文芸社 1995年（中文版：東立）
-  日本文芸社
- 《美食偵探龍二》、全2冊（中文版：長鴻）
- X挑戰者-火場急先鋒 分秒必爭的六人火場救生小隊、全1冊（中文版：東立）
- X挑戰者~日清杯麵~、全1冊（中文版：東立）

## 助手
- 渡邊保裕
- HIROSHI ARO